# Lê Trọng Nguyễn
Lê Trọng Nguyễn (1926 – 2004) là một nhạc sĩ Việt Nam, tác giả ca khúc nổi tiếng Nắng chiều.

## Tiểu sử
Nhạc sĩ Lê Trọng Nguyễn sinh ngày 1 tháng 5 năm 1926 tại Điện Bàn, Quảng Nam. Cha mất sớm, mẹ ông nuôi hai con đến tuổi trưởng thành. Em gái lập gia đình và sớm qua đời, Lê Trọng Nguyễn và mẹ nuôi ba đứa cháu nhỏ.
Ông từng học ở Hà Nội trong khoảng 1942 đến 1945, thời gian đó ông có làm bạn với nhạc sĩ Nguyễn Xuân Khoát. Trước 1954, Lê Trọng Nguyễn từng phụ trách âm nhạc cho toàn thể Liên khu Năm (Quảng Nam, Quảng Ngãi, Bình Định, Phú Yên), nhưng sau đó ông rời bỏ và về cư trú tại Hội An.
Lê Trọng Nguyễn có dạy âm nhạc tại trường trung học Nguyễn Duy Hiệu. Sau khi theo học hàm thụ trường École Universelle của Pháp, ông tốt nghiệp và trở thành hội viên của SACEM - Hội Nhạc sĩ Pháp (La Société des auteurs, compositeurs et éditeurs de musique) với một số tác phẩm, trong đó được biết đến nhiều hơn cả là bản Sóng Đà giang (Đà giang trong bài hát là dòng sông Thu Bồn ở Quảng Nam).
Tuy là nhạc sĩ, nhưng Lê Trọng Nguyễn không sống bằng âm nhạc. Năm 1965, ông làm Giám đốc công ty Centra Co., một công ty thương mại của Pháp. Từ năm 1968, ông là Giám đốc điều hành của công ty Sealand tại Đà Nẵng. Năm 1970 sau khi lập gia đình với bà Nguyễn Thị Nga, ông từ bỏ chức vụ Giám đốc công ty SeaLand về sống tại Sài Gòn. Năm 1973, ông làm Giám đốc nhà máy Dầu hỏa Cửu Long. Sau biến cố 1975, ông mở lớp dạy nhạc tại nhà và tự chế tạo các loại đàn do chính tay ông làm để sinh sống.
Lê Trọng Nguyễn đến Hoa Kỳ vào tháng 3 năm 1983, định cư tại Rosemead cùng vợ và bốn người con. Ông mất ngày 9 tháng 1 năm 2004 tại bệnh viện City of Hope, Rosemead vì bệnh ung thư phổi.
Lê Trọng Nguyễn viết ca khúc đầu tay  Ngày mai trời lại sáng năm 1946. Ông sáng tác không nhiều, nhưng các nhạc phẩm của ông đều giá trị nghệ thuật cao, với giai điệu và lời ca trau truốt, nhiều hình ảnh đẹp. Trong những tác phẩm của Lê Trọng Nguyễn, nổi tiếng hơn cả là bản Nắng chiều, được ông sáng tác vào năm 1952. Nhạc phẩm này không chỉ nổi tiếng ở Việt Nam mà nó còn được biết tới nhiều ở Nhật Bản, Đài Loan và ở Hồng Kông với tên Bản tình ca Việt Nam. Nắng chiều cũng là ca khúc trong bộ phim cùng tên năm 1971 của đạo diễn Lê Mộng Hoàng với sự tham gia diễn xuất của diễn viên nổi tiếng Thanh Nga.
Trong một cuộc phỏng vấn, Lê Trọng Nguyễn đã nói: "Tôi viết bản đó ở Huế, thời gian sau khi bỏ vùng kháng chiến về thành... Tâm sự tôi trong bài Nắng chiều nó như thế này, kể anh nghe cho vui. Sau cuộc đảo chính của Nhật vào đêm 9 tháng 3 năm 45, có một gia đình công chức Nam triều từ Quy Nhơn chạy ra tạm trú ở Hội An, mà tôi cũng ở Hội An lúc đó. Gia đình đó có một người con gái. Tôi yêu người con gái ấy!"
Lê Trọng Nguyễn không chỉ là một nhạc sĩ, ông còn là một học giả uyên bác về âm nhạc, như lời nhận xét của Phạm Đình Chương, người bạn thân của ông.

## Tác phẩm
- Bến giang đầu[1]
- Cánh nhạn bay qua
- Cát biển (Hoàng hôn trên biển cả)[2]
- Chiều bên giáo đường
- Chiều giang hồ
- Chim chiều không tổ
- Chim hót về đêm
- Chiều bên giáo đường
- Cung điệu buồn
- Dạ khúc
- Đêm mưa bão
- Đừng quên nhau
- Gió bão
- Hương một đêm trăng
- Khi bóng đêm về
- Lá rơi bên thềm[3]
- Let's come closer
- Lời việt nữ
- Màu tím hoàng hôn[3]
- Màu tím cuộc đời
- Mùa hoa nở
- Mộ khúc
- Một nét Tô Châu
- Nắng chiều
- Ngày mai trời lại sáng
- Nguyện cầu
- Nhìn biển bơ vơ
- Nhớ thu Hà Nội
- Niềm tin vui
- Quê em miền biển cả[4]
- Sao đêm
- Sau mùa chinh chiến
- Sầu thế hệ
- Sóng Đà giang
- Sóng hờn
- Sóng nước viễn phương
- Thuyền lãng tử
- Tím cả cuộc đời
- Tìm nơi em
- Tình vui thôn trang
- Trăng lại sáng
- Vác đàn đi đâu
- Vầng trán đau buồn